# Дасин (княжество)
Южный Дасин, княжество Дасин — езидское государственное образование IX-XIII веков со столицей в Дахуке. В XII веке религией княжества стал езидизм. 
Примечательно, что под дасни в Высокое Средневековье подразумевались езиды, занимающие окрестности Дахука, то есть это был огромный племенной союз. Курдский историк Шараф-хан Бидлиси посвящает отдельную главу племени дасни. Более того, в Шараф-наме эмир именуется как Хусейн-бек Дасни.

## Происхождение
Большинство ученых и исследователей приходит к общему мнению, что слово «дасни» происходит от древнеиндоиранского «дэва ясна», которое со временем менялось дэвасна-дьявасна-дас- ная-дасна. Слово дэва (деус, дья- ус, теос, зеус) в древних индоевропейских языках означало бог, но после появления Зороастра, кото¬рый восстал против веры предков, это слово получило совсем иное значение. Зороастр, вопреки предкам, разделил божества на злых и добрых (дэвы и ахуры), и дэв ста¬ло означать злое божество. В Ин¬дии до сих пор слово дэв (дев) сохранило первоначальный смысл и означает бог. Так, почитатели бога то есть дасни (дэвасна) для последователей нового зороастрова учения превратились в почитателей злого божества, что послужило распространению небылиц о езидах.

## Мир Джафар Дасени Асинмамани

Сфера влияния курдского княжества

Мир Джафар бин Мир Гасан Dasni (курдский : Мир Ceferê Dasnî, арабский : الأمير جعفر بن الأمير حسن الداسني) — курдский лидер, который в 838 году начал восстание против Аббасидов халифа аль-Мутасим в области к северу от Мосула. Даснийцы во главе с Мир Джафаром восстали против аббасидского гнета. Мир Джафар распространил свою власть на значительную территорию между Мосулом, Азербайджаном и Арменией, что серьезно напугало аль-Мутасима. Арабский летописец Ибн Дахийа аль-Кильби сообщает, что у Мира Джафара было вооруженное войско, насчитывающее 70 000 воинов. Согласно арабским источникам восстание даснийцев началось в 838 году.
Аббасидский халиф Мутасим, после подавления восстания хураммитов в Азербайджане, направил свои войска к Мосулу и во главе поставил мосульского вали Абуллу ибн Анаса. Глава даснийцев был вызван в Мосул на переговоры, на что он ответил им отказом. Абдулла ибн Анас с войском перешли в наступление, и произошло сражение, известное по названию местности как «сражение Матисо». Мир Джафар был вынужден отступить перед многочисленным войском к горам Дасин и призвал соседние племена объединиться с ним для отражения натиска врага.
В этот раз Мир Джафар смог сломить вражеское войско, и многие видные военачальники, такие как Исмаил Талиди и Исхак ибн Анас, были убиты даснийцами. Разгневанный халиф собрал новое войско во главе с Итахом (Айтахом). В 840 году произошло крупное сражение, в котором Мир Джафар потерпел поражение.
Как сообщается в источниках, по одной версии, Мир Джафар был убит в своем шатре, а по другой — он выпил яд и покончил с жизнью. Известно, что его тело было отправлено в Самарру и выставлено напоказ народу.